# Ястшомб (гмина)
Ястшомб (пол. Jastrząb) — сельская гмина (волость) в Польше, входит как административная единица в Шидловецкий повет, Мазовецкое воеводство. Население — 5059 человек (на 2004 год).

## Демография
| Перепись                       | Всего   | Всего | Женщины | Женщины | Мужчины | Мужчины |
| ------------------------------ | ------- | ----- | ------- | ------- | ------- | ------- |
| Единицы                        | человек | %     | человек | %       | человек | %       |
| Население                      | 5059    | 100   | 2585    | 51,1    | 2474    | 48,9    |
| Плотность населения (чел./км²) | 92,3    | 92,3  | 47,2    | 47,2    | 45,2    | 45,2    |

## Сельские округа
1. Гонсавы-Плебаньске
2. Гонсавы-Жондове
3. Гонсавы-Жондове-Нивы
4. Ястшомб
5. Колёня-Кузня
6. Кузня
7. Липенице
8. Орлув
9. Новы-Двур
10. Смилув
11. Воля-Липенецка-Мала
12. Воля-Липенецка-Дужа

## Соседние гмины
1. Гмина Мирув
2. Гмина Ороньско
3. Гмина Шидловец
4. Гмина Вежбица